# Premios y nominaciones de Norma Aleandro
Norma Aleandro (nacida el 2 de mayo de 1936) es una actriz de cine, teatro, televisión y guionista de nacionalidad argentina. Es considerada una de las actrices argentinas más célebres y prolíficas de todos los tiempos y es reconocida como un ícono cultural en su país de origen. Sus interpretaciones varían desde el drama, histórico y comedia.
Aleandro protagonizó la película de 1985 La historia oficial de Luis Puenzo, papel que le valió el Premio del Festival  de Cannes a la mejor actriz y el New York Film Critics Circle. Ha actuado en otras películas exitosas como La tregua (1974), Sol de otoño (1996), El faro (1998), El hijo de la novia (2001) y Anita (2009). Por su interpretación de Florencia Sánchez Morales en la película Gaby: a true story de 1987, recibió una nominación al Globo de Oro y una nominación al Premio Oscar a la Mejor Actriz de Reparto.

## Premios y nominaciones

### Cine
Premios Óscar
| Año  | Categoría               | Película           | Resultado |
| ---- | ----------------------- | ------------------ | --------- |
| 1988 | Mejor actriz de reparto | Gaby: a True Story | Nominada  |

Premios Globo de Oro
| Año  | Categoría               | Película           | Resultado |
| ---- | ----------------------- | ------------------ | --------- |
| 1987 | Mejor actriz de reparto | Gaby: a True Story | Nominada  |

Premios Cóndor de Plata
| Año  | Categoría                        | Película                         | Resultado |
| ---- | -------------------------------- | -------------------------------- | --------- |
| 1986 | Mejor actriz                     | La historia oficial              | Ganadora  |
| 1991 | Mejor actriz                     | Cien veces no debo               | Nominada  |
| 1997 | Mejor actriz                     | Sol de otoño                     | Ganadora  |
| 2002 | Mejor actriz de reparto          | El hijo de la novia              | Ganadora  |
| 2004 | Mejor actriz                     | Cleopatra                        | Nominada  |
| 2006 | Mejor actriz                     | Cama adentro                     | Nominada  |
| 2010 | Mejor actriz de reparto          | Anita                            | Nominada  |
| 2016 | Cóndor de Plata a la Trayectoria | Cóndor de Plata a la Trayectoria | Ganadora  |

Premio Sur
| Año  | Categoría               | Película | Resultado |
| ---- | ----------------------- | -------- | --------- |
| 2010 | Mejor actriz de reparto | Anita    | Nominada  |

Premio David de Donatello
| Año  | Categoría               | Película            | Resultado |
| ---- | ----------------------- | ------------------- | --------- |
| 1987 | Mejor actriz extranjera | La historia oficial | Ganadora  |

New York Film Critics Circle Awards
| Año  | Categoría    | Película            | Resultado |
| ---- | ------------ | ------------------- | --------- |
| 1985 | Mejor actriz | La historia oficial | Ganadora  |

Premio Sant Jordi
| Año  | Categoría               | Película            | Resultado |
| ---- | ----------------------- | ------------------- | --------- |
| 1987 | Mejor actriz extranjera | La historia oficial | Nominada  |

Premios ACE (Nueva York)
| Año  | Categoría                   | Película            | Resultado |
| ---- | --------------------------- | ------------------- | --------- |
| 1986 | Mejor actriz                | La historia oficial | Ganadora  |
| 2006 | Mejor actriz característica | Cama adentro        | Ganadora  |

Festival Internacional de Cine de Cannes
| Año  | Categoría    | Película            | Resultado |
| ---- | ------------ | ------------------- | --------- |
| 1985 | Mejor actriz | La historia oficial | Ganadora  |

Festival de Cine de San Sebastián
| Año  | Categoría    | Película     | Resultado |
| ---- | ------------ | ------------ | --------- |
| 1996 | Mejor actriz | Sol de otoño | Ganadora  |

Festival de Cine de La Habana
| Año  | Categoría    | Película     | Resultado |
| ---- | ------------ | ------------ | --------- |
| 1996 | Mejor actriz | Sol de otoño | Ganadora  |

Festival de Cine de Huelva
| Año  | Categoría               | Película           | Resultado |
| ---- | ----------------------- | ------------------ | --------- |
| 2004 | Premio Ciudad de Huelva | Por su trayectoria | Ganadora  |

Festival de Cine de Cartagena
| Año  | Categoría    | Película            | Resultado |
| ---- | ------------ | ------------------- | --------- |
| 1985 | Mejor actriz | La historia oficial | Ganadora  |

Festival de Cine de Gramado
| Año  | Categoría    | Película            | Resultado |
| ---- | ------------ | ------------------- | --------- |
| 2002 | Mejor actriz | El hijo de la novia | Ganadora  |

Festival de Cine de Viña del Mar
| Año  | Categoría               | Película            | Resultado |
| ---- | ----------------------- | ------------------- | --------- |
| 2001 | Mejor actriz de reparto | El hijo de la novia | Ganadora  |

Festival de Cine de Cataluña
| Año  | Categoría    | Película     | Resultado |
| ---- | ------------ | ------------ | --------- |
| 2006 | Mejor actriz | Cama adentro | Ganadora  |

### Televisión
Premios Martín Fierro
| Año  | Categoría                | Película     | Resultado |
| ---- | ------------------------ | ------------ | --------- |
| 1964 | Mejor actriz dramática   |              | Nominada  |
| 1964 | Mejor actriz de reparto  | Ganadora     |           |
| 1966 | Mejor actriz protagónica | Ganadora     |           |
| 1968 | Mejor actriz dramática   | Ganadora     |           |
| 1969 | Mejor actriz dramática   | Ganadora     |           |
| 1971 | Mejor actriz dramática   | Nominada     |           |
| 1972 | Mejor actriz dramática   | Nominada     |           |
| 1973 | Mejor actriz protagónica | Ganadora     |           |
| 1975 | Mejor actriz protagónica | Ganadora     |           |
| 2001 | Mejor actuación especial | Tiempo final | Nominada  |
| 2002 | Mejor actuación especial | Tiempo final | Nominada  |
| 2012 | Mejor actriz de reparto  | En terapia   | Nominada  |
| 2013 | Mejor actriz de reparto  | En terapia   | Nominada  |

Premios Tato
| Año  | Categoría                      | Película   | Resultado |
| ---- | ------------------------------ | ---------- | --------- |
| 2012 | Mejor actriz en ficción diaria | En terapia | Nominada  |
| 2013 | Mejor actriz en ficción diaria | En terapia | Ganadora  |

### Teatro
Premios ACE
| Año  | Categoría               | Película               | Resultado |
| ---- | ----------------------- | ---------------------- | --------- |
| 1992 | Mejor actriz de comedia | Las pequeñas patriotas | Ganadora  |
| 1996 | Premio ACE de Oro       | Master Class           | Ganadora  |
| 2009 | Mejor actriz dramática  | Agosto                 | Ganadora  |

Premios Obie
| Año  | Categoría    | Película      | Resultado |
| ---- | ------------ | ------------- | --------- |
| 1986 | Mejor actriz | Sobre el amor | Ganadora  |

Premios Estrella de Mar
| Año  | Categoría       | Película                    | Resultado |
| ---- | --------------- | --------------------------- | --------- |
| 2015 | Mejor dirección | Escenas de la vida conyugal | Ganadora  |

Premios Clarín
| Año  | Categoría                 | Película             | Resultado |
| ---- | ------------------------- | -------------------- | --------- |
| 2002 | Mejor dirección en teatro | Hombre y superhombre | Ganadora  |

- Galardonada con el VII Premio Corral de Comedias 2007 del Festival de Teatro Clásico de Almagro[3]

## Otros reconocimientos
Premios Konex
| Año  | Categoría                                          | Resultado |
| ---- | -------------------------------------------------- | --------- |
| 1981 | Diploma al Mérito - Actriz Dramática Cine y Teatro | Ganadora  |
| 1991 | Diploma al Mérito - Actriz Dramática Cine y Teatro | Ganadora  |
| 2001 | Diploma al Mérito - Actriz de Teatro               | Ganadora  |
| 2001 | Premio Konex de Platino - Actriz de Teatro         | Ganadora  |
| 2001 | Premio Konex de Brillante                          | Ganadora  |